# Walker (Missouri)
Walker és una població dels Estats Units a l'estat de Missouri. Segons el cens del 2000 tenia 275 habitants.

## Demografia
Segons el cens del 2000, Walker tenia 275 habitants, 110 habitatges, i 85 famílies. La densitat de població era de 342,5 habitants per km².
Dels 110 habitatges en un 36,4% hi vivien nens de menys de 18 anys, en un 60% hi vivien parelles casades, en un 11,8% dones solteres, i en un 22,7% no eren unitats familiars. En el 20% dels habitatges hi vivien persones soles el 9,1% de les quals corresponia a persones de 65 anys o més que vivien soles. El nombre mitjà de persones vivint en cada habitatge era de 2,5 i el nombre mitjà de persones que vivien en cada família era de 2,82.
Per edats la població es repartia de la següent manera: un 25,1% tenia menys de 18 anys, un 10,2% entre 18 i 24, un 28,7% entre 25 i 44, un 23,6% de 45 a 60 i un 12,4% 65 anys o més.
L'edat mediana era de 36 anys. Per cada 100 dones de 18 o més anys hi havia 94,3 homes.
La renda mediana per habitatge era de 28.542 $ i la renda mediana per família de 31.250 $. Els homes tenien una renda mediana de 22.083 $ mentre que les dones 17.500 $. La renda per capita de la població era de 16.949 $. Entorn del 13,8% de les famílies i el 12,9% de la població estaven per davall del llindar de pobresa.

## Poblacions més properes
El següent diagrama mostra les poblacions més properes.